# Elizabeth Zamora
Elizabeth Zamora Gordillo (* 11. Mai 1993) ist eine guatemaltekische Taekwondoin. Sie startet in der Gewichtsklasse bis 49 Kilogramm.
Zamora bestritt ihre ersten internationalen Titelkämpfe bei der Juniorenpanamerikameisterschaft in San Salvador, wo sie in der Klasse bis 49 Kilogramm das Finale erreichen und die Silbermedaille gewinnen konnte. Im folgenden Jahr zog sie bei der Juniorenweltmeisterschaft in Tijuana und im Erwachsenenbereich bei der Panamerikameisterschaft in Monterrey jeweils ins Viertelfinale ein. Zamora startete 2011 erstmals bei der Weltmeisterschaft in Gyeongju und den Panamerikanischen Spielen in Guadalajara, schied aber nach ihren Auftaktkämpfen aus. Erfolgreich verlief hingegen das panamerikanische Olympiaqualifikationsturnier in Santiago de Querétaro. Zamora gewann in der Klasse bis 49 Kilogramm das Finale gegen Janet Alegría und sicherte sich die Teilnahme an den Olympischen Spielen 2012 in London. Dort unterlag sie Chanatip Sonkham im Kampf um die Bronzemedaille.